# David Stephenson
David B. Stephenson est un universitaire britannique de l'Université d'Exeter connu pour son utilisation novatrice de la modélisation statistique dans les sciences de l'atmosphère et du climat .

## Carrière
Il est fondateur et directeur du centre de recherche Exeter Climate Systems et également responsable des sciences statistiques à l'université d'Exeter. Il est l'un des auteurs du chapitre 14 du cinquième rapport d'évaluation du Groupe d'experts intergouvernemental sur l'évolution du climat. Il est membre élu de l'Academia Europaea.
En collaboration avec IT Joliffe, il édite la vérification des prévisions : un guide du praticien en sciences de l'atmosphère (John Wiley & Sons, 2e éd. 2012), qui est cité plus de 1 700 fois.